# Prima aprilis (film 1986)
Prima aprilis (tytuł oryg. April Fool's Day) – amerykański film fabularny (horror z podgatunku slasher) z 1986 roku, inspirowany powieścią Agathy Christie pt. Dziesięciu małych Murzynków. Film wyreżyserował Fred Walton, twórca kultowego dreszczowca When a Stranger Calls (1979), do scenariusza Danilo Bacha.
Zdjęcia powstawały w Kolumbii Brytyjskiej, toteż znaczna część obsady to Kanadyjczycy.
Film zainkasował 12 948 000 dolarów przy szacowanym budżecie pięciu milionów USD.

## Zarys fabuły
Prima aprilis. Grupa przyjaciół z college'u przybywa na odciętą od świata wyspę, by świętować urodziny koleżanki. Podczas podróży na miejsce jeden ze studentów ulega tajemniczemu wypadkowi. Nie jest to jednak koniec dziwnych wydarzeń. Zdaje się, że organizatorka przyjęcia nie ma w planach szampańskiej zabawy.

## Obsada
- Jay Baker – Harvey Edison, Jr.
- Deborah Foreman – Muffy/Buffy St. John
- Deborah Goodrich – Nikki Brashares
- Ken Olandt – Rob Ferris
- Griffin O’Neal – Skip St. John
- Leah Pinsent – Nan Youngblood
- Clayton Rohner – Chaz Vyshinski
- Amy Steel – Kit Graham
- Thomas F. Wilson – Arch Cummings

## Remake
Remake filmu, zatytułowany – podobnie jak oryginał – Prima aprilis (ang. April Fool's Day), wyreżyserowali bracia Butcher. Film wydano do użytku domowego 25 marca 2008 roku.